# Edison Studios
Gli Edison Studios furono delle compagnie cinematografiche statunitensi di proprietà della Edison Company dell'inventore Thomas Edison. Gli studi realizzarono 1.200 film come Edison Manufacturing Company (1894 – 1911) e Thomas A. Edison, Inc. (1911– 1918) fino a che chiusero nel 1918. Tra tutti i progetti, 54 erano lungometraggi, il resto cortometraggi.

## Storia
La prima struttura della produzione, la Black Maria uno studio di Edison in West Orange (New Jersey), venne edificata nell'inverno del 1882-83. La seconda struttura, uno studio col tetto in vetro-accluso (per garantire la necessaria illuminazione durante le riprese) edificato alla 21ª strada del distretto di Manhattan, aprì nel 1901. Nel 1907, Edison edificò nuove strutture su Decatur Avenue e Oliver Place nel Bronx, New York.